# Міноноска

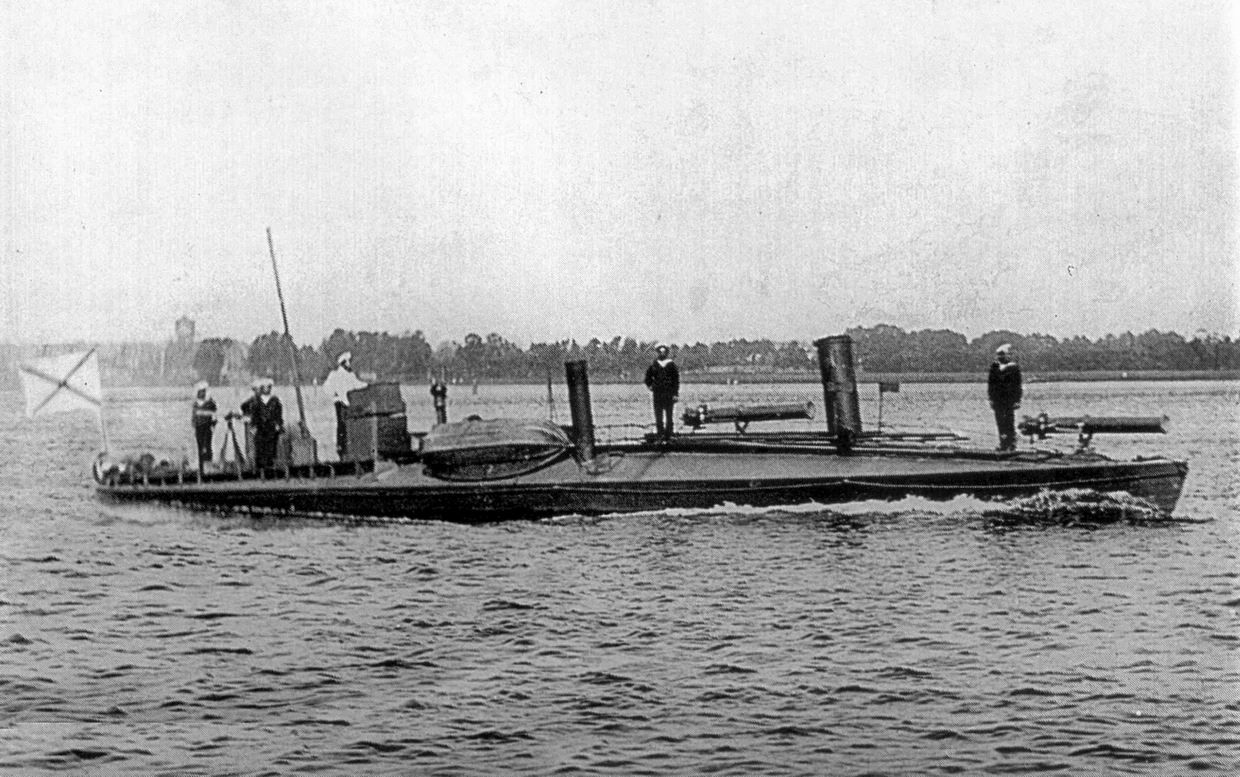
Міноноска № 61 типу «Дракон»

Міноно́ска — спеціальне мінне судно водотоннажністю від 20 до 100 тонн, основним озброєнням якого є міни або торпеди.
У ряді держав і країн (Російській імперії, Німеччині, Австро-Угорщині і Швеції) розмежувань між двома класами кораблів — міноноскою і мінними катерами офіційно не проводилося, проте мінні катери мали дещо менші розміри, ніж міноноски (5 — 16 тонн).
Носії жердинних і буксируваних мін називалися мінними баркасами, мінними катерами, мінними човнами, мінними шлюпками. Згодом в документах Морського міністерства Російської імперії з'явився термін «міноноска», закріплений наказом генерал-адмірала Великого князя Костянтина Миколайовича від 15 квітня 1878 року.

## Особливості конструкції
Головною якістю міноноски була велика швидкість ходу. Підвищення швидкості досягалося за рахунок полегшення корпусу судна, обшивка якого виконувалася з тонких листів найкращої сталі. Непотоплюваність міноноски забезпечувалася розділенням корпусу водонепроникними перебірками на сім відділень: таранне, носове, мінне, прогарне, кочегарне, машинне і кормове. У кормовому відділенні перебував командир, в ньому ж містився штурвал, а над відділенням, вище верхньої палуби, виступала башта. Зверху корпус прикривала опукла сталева палуба.
Крім того, велика швидкість ходу досягалася за рахунок використання машин особливої системи (за рахунок полегшення деталей їх питома потужність в 10 — 20 разів перевершувала аналогічний показник машин броненосців), а також спеціально розрахованих гребних гвинта і вала.
Міноноски озброювалися пристосуваннями для використання мін трьох видів:
- Жердинна міна (на носових жердинах довжиною 8 — 9 метрів)
- Торпеда Вайтгеда (в рухомих або нерухомих мінних апаратах)
- Метальна міна (колись вважалася перспективною альтернатива першим торпедам (10-дюймовий морський міномет з 25 кг динаміту і дальністю стрільби 30 метрів)
  -  до 1900 року з 111 російських міноносок побудованих в 1878 році, на 46 були встановлені морські міномети, на 43 постійні торпедні апарати і на 14 поворотні торпедні апарати (джерело: «Попередники торпедоносця» журнал «Моделіст-Конструктор» № 12 1985 рік) .

| Тип               | Роки побудови | Побудовано одиниць | ТТД                                                                              | Розподіл по флотам     | Роки виводу з ладу |
| ----------------- | ------------- | ------------------ | -------------------------------------------------------------------------------- | ---------------------- | ------------------ |
| «Дракон»          | 1877—1878     | 83                 | 25 т., ПМ, котел, 13 вуз., 350 кг вугілля, 100—150 миль, 1×381 мм НТА, 1х1х37/28 | БФ: 58; ЧФ: 6; ТОФ: 13 | 1906—1909          |
| «Російський тип»  | 1878—1879     | 5                  | 30 т., ПМ, 14 вуз., 1×381 мм ПТА, 1х1х37/28                                      | БФ: 3; ТОФ: 3          | 1906—1909          |
| «Скорпіон»        | 1878—1879     | 3                  | 25 т., 12 вуз., 225 миль, 1×381 мм НТА, 1х1х37/28                                | ЧФ: 3                  | 1906—1909          |
| «Лук»             | 1878—1879     | 11                 | 21 т., ПМ, 12 вуз., 110 миль, 1×381 мм НТА, 1х1х37/28                            | БФ:8; ЧФ: 3            | 1906—1909          |
| «Самопал»         | 1878          | 2                  | 32 т., ПМ, 13 вуз., 350 миль, 1×381 мм, 1х1х37/28                                | БФ:2                   | 1906—1909          |
| «Кефаль»          | 1878          | 1                  | 13 т., ПМ, 12 вуз., 1×381 мм НТА                                                 | ЧФ                     | 1906—1909          |
| «Сулин»           | 1878          | 4                  | 25 т., ПМ, 12 вуз., 260 миль, 1×381 мм НТА, 1х1х37/28                            | ЧФ                     | 1906—1909          |
| проект Л. Ніксона | 1904          | 10                 | 35 т., ДВЗ, 20 вуз., 400 миль, 1×450 мм ПТА, 1х45-мм, 2х7,62-мм                  | ЧФ; БФ                 | 1921—1950          |